# Luxori nemzetközi repülőtér
A luxori nemzetközi repülőtér (IATA: LXR, ICAO: HELX) (arabul: مطار الأقصر الدولي) az egyiptomi Luxor nemzetközi repülőtere. A várostól 6 km-re keletre fekszik. A repülőteret számos charter légitársaság használja, mert népszerű turisztikai helyek (karnaki templom, luxori templom, Királyok völgye) közelében található.

## Jellemzői
2005-ben a repülőteret bővítették, így évi nyolcmillió utast képes kiszolgálni. A repülőtéren 48 checkin-pult, nyolc beszállítókapu, öt futószalag, egy posta, egy bank, egy pénzváltó, egy automata pénzváltó (CIB), valamint éttermek, büfék, egy VIP Lounge, egy vámmentes bolt, számos üzlet, egy utazási iroda, információs pult és autókölcsönző is található.

## Légitársaságok és úti célok

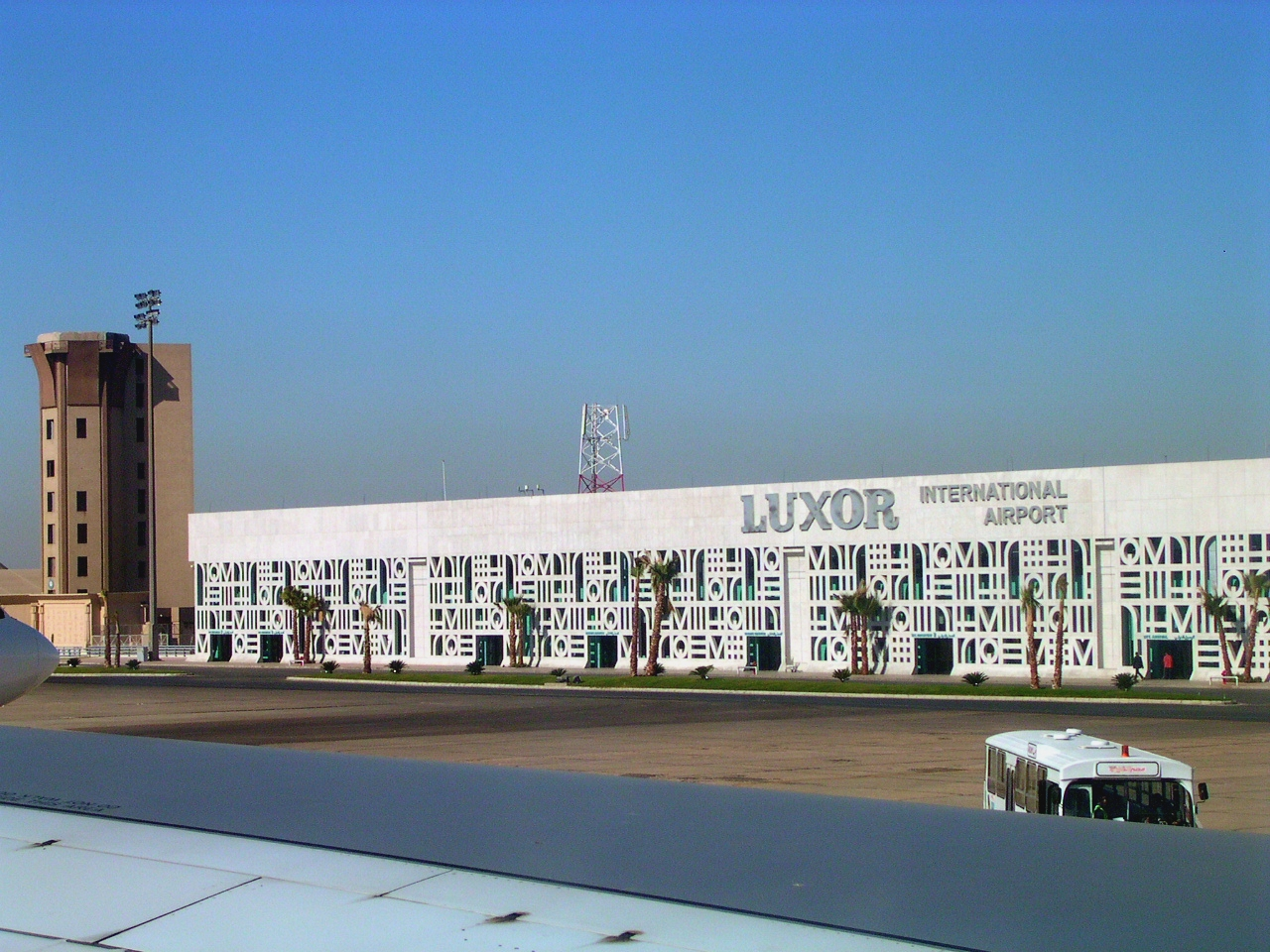
A luxori nemzetközi repülőtér forgalmi előtere

| Légitársaság                          | Célállomások                                        |
| ------------------------------------- | --------------------------------------------------- |
| Air Arabia                            | Sardzsa                                             |
| Air Cairo                             | Charter: Amszterdam                                 |
| EgyptAir                              | Kairó, Dzsidda, Kuvait, London-Heathrow             |
| EgyptAir üzemeltető: EgyptAir Express | Kairó                                               |
| Flynas                                | Dzsidda                                             |
| Jazeera Airways                       | Kuvait                                              |
| Meridiana                             | Milánó–Malpensa                                     |
| Nesma Airlines                        | Dzsidda                                             |
| Nile Air                              | Kuvait                                              |
| Qatar Airways                         | Doha                                                |
| Saudia                                | Dzsidda                                             |
| Smart Aviation                        | Kairó, Sarm es-Sejk                                 |
| SunExpress Deutschland                | Charter: Düsseldorf, Frankfurt, Lipcse/Halle, Münch |
| Thomson Airways                       | London-Gatwick                                      |

## Forgalom
Az utasforgalom az elmúlt években az alábbi módon változott:
| Utasok száma | 1 290 120 | 919 215 | 1 944 943 | 2 128 546 | 1 977 568 | 1 970 715 | 639 736 | 626 007 | 920 462 | 1 017 219 |
|              | 1995      | 1998    | 2001      | 2004      | 2007      | 2010      | 2013    | 2016    | 2019    | 2022      |

## Balesetek
- 2009. február 20-án egy ukrán Antonov An-12 lezuhant, miután a hajtóműve felszálláskor kigyulladt. A repülőgépen tartózkodó ötfős személyzet életét vesztette.[4]

## Fordítás
- Ez a szócikk részben vagy egészben  a   Luxor International Airport című angol Wikipédia-szócikk ezen változatának fordításán alapul.  Az eredeti cikk szerkesztőit annak laptörténete sorolja fel. Ez a jelzés csupán a megfogalmazás eredetét és a szerzői jogokat jelzi, nem szolgál a cikkben szereplő információk forrásmegjelöléseként.